# Merry Christmas Mr. Lawrence (instrumental)
Singles de Ryuichi Sakamoto
Bamboo Houses
(1982) Forbidden Colours
(1983)
Merry Christmas Mr. Lawrence est un instrumental du compositeur japonais Ryuichi Sakamoto, issu de la bande originale du film Furyo, dans lequel Sakamoto joue l'un des rôles principaux. Une version vocale de la chanson, Forbidden Colours (en), comportant la même musique instrumentale avec l'ancien chanteur du groupe Japan David Sylvian, sortira la même année et connaîtra un certain succès commercial au Royaume-Uni et en Irlande.

## Classements hebdomadaires
| Classement (1983)             | Meilleure place |
| ----------------------------- | --------------- |
| Australie (Kent Music Report) | 88              |
| Nouvelle-Zélande (RMNZ)       | 38              |

| Classement (2016) | Meilleure place |
| ----------------- | --------------- |
| France (SNEP)     | 185             |